# HMS Goliath (1898)
Корабль Его Величества «Голиаф» (англ. HMS Goliath) — эскадренный броненосец, додредноутного типа британского Королевского флота, типа «Канопус», был разработан для службы в Азии.
«Голиаф» и пять его систершипов (однотипных кораблей) были меньше и быстрее, чем броненосцы предыдущего типа «Маджестик», но сохранили такую же батарею из четырёх 12-дюймовых (305 мм) орудий. Их цементированная крупповская броня была тоньше, но эффективнее в отношении по весу чем гарвеевская броня установленная на «Маджестиках». Броненосец был заложен в январе 1897 года, спущен на воду в марте 1898 года, вступил в строй в марте 1900 года.
После ввода в строй корабль был отправлен на Китайскую станцию, где пребывал до 1903 года, после чего вернулся в Британию. «Голиаф» был снова отправлен в Азию, но по дороге был перенаправлен на Средиземное море. В начале 1906 года он был переведён во Флот Канала, а с начала 1907 года служил во Флоте метрополии. В 1908 году он был во второй раз отправлен на Средиземное море. В 1909 году он вернулся во Флот метрополии. В 1913 году он был выведен из строя. С началом Первой мировой войны в августе 1914 года «Голиаф» был мобилизован в 8-ю боевую эскадру. Первоначально броненосец служил в качестве корабля охранения в Лох-Ю (одном из заливов, используемом Гранд-флитом), в конце августа эскортировал британские войска, перебрасываемые в Бельгию.
«Голиаф» участвовал в операциях против Германской Восточной Африки, участвовал в блокаде германского лёгкого крейсера «Кёнигсберг» на реке Руфиджи. С марта 1915 года броненосец принял участие в Дарданелльской кампании, в апреле поддерживал высадку сил Антанты на Галлипольский полуостров. Ночью 13 мая 1915 года в бухте Морто у мыса Геллес османский эсминец «Муавенет-и Миллие» выпустил три торпеды в «Голиаф» и потопил его, при этом 570 человек из 750 членов экипажа «Голиафа».

## Конструкция

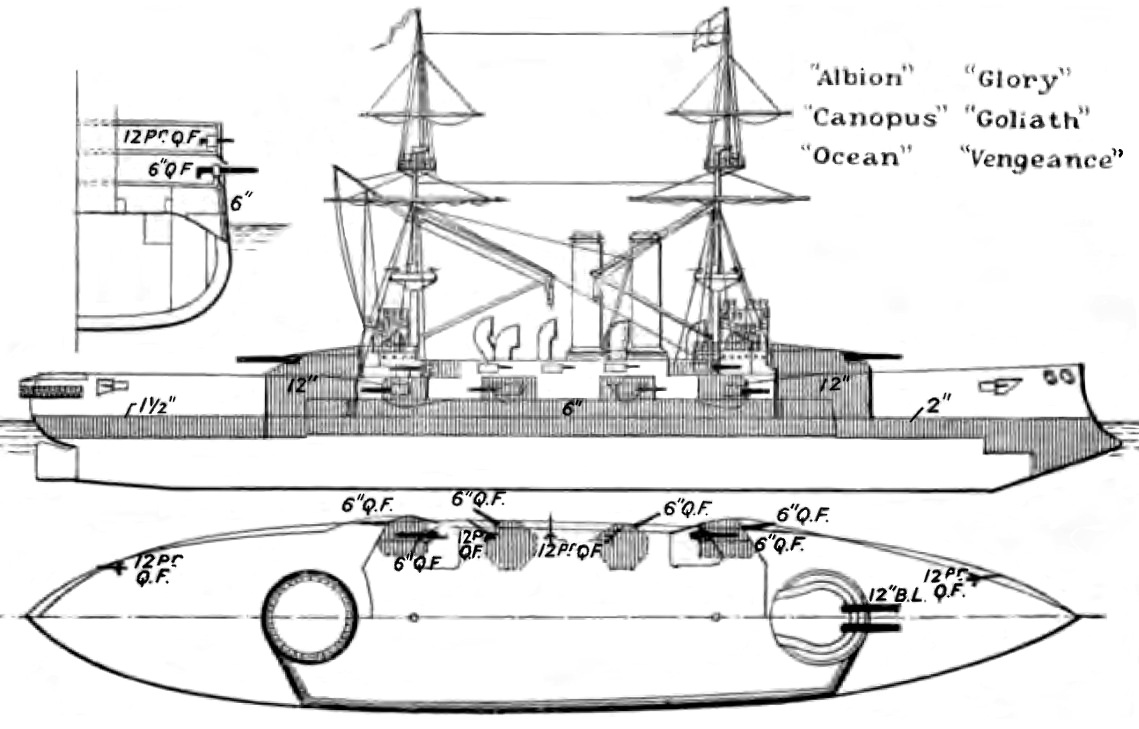
Планы броненосца, показанные в Brassey's Naval Annual 1906 года

«Голиаф» и пять его систершипов (однотипных кораблей) были созданы для службы в Восточной Азии, где Японская империя начала строить мощный флот. Тем не менее, роль этих кораблей оказалась снижена после заключения англо-японского союза в 1902 году. Корабли должны были быть меньше, легче и быстрее чем их предшественники: броненосцы типа «Маджестик». «Канопус» был длиной в 421 фута 6 дюймов (128,47 м), шириной в 74 фута (23 м), осадка составляла 26 фута 2 дюйма (7.98 м). Водоизмещение составляло 13.150 длинных тонн (13.360 тонн), при полной загрузке – 14.300 длинных тонн (14.500 тонн). Экипаж корабля составлял 682 человека.
Корабли типа «Канопус» приводились в движение парой трёхцилиндровых паровых машин тройного расширения, пар для их работы образовывался в 12 котлах системы Бельвиля. Это были первые британские линкоры с водотрубными котлами, производившими больше пара при меньших расходах по весу по сравнению с газотрубными котлами, используемых на кораблях ранней постройки. Благодаря новым котлам появилась возможность располагать трубы продольно, а не рядом как на многих предыдущих британских линкорах. Корабли типа «Канопус» проявили себя как ходкие пароходы, с высокой скоростью для броненосцев того времени – 18 узлов (33 км/ч) с указанной мощностью в 13.500 лошадиных сил (10.100 кВт) на два узла быстрее чем броненосцы типа «Маджестик».
«Голиаф» располагал основной батареей из четырёх 12-дюймовых (305 мм) орудий Mark VIII длиной в 35 калибров, размещённых в двухорудийных башнях в носовой и кормовой частях корабля. Орудия были установлены на круговых барбетах, что позволяло заряжать их со всех сторон, хотя и на фиксированной высоте. Батарея среднего калибра состояла из двенадцати шестидюймовых (152 мм) орудий длиной в 40 калибров установленных в казематах. Также корабль располагал десятью 12-фунтовыми орудиями и шестью 3-фунтовыми орудиями для защиты против торпедных катеров. Как обычно для броненосцев того времени корабль был оснащён четырьмя 18-дюймовыми (457 мм) торпедными трубами,  погруженными в корпус, по два на каждом борте рядом с носовым и кормовым барбетом.
Для уменьшения веса «Голиаф» нёс меньше брони чем броненосцы типа «Маджестик». Броневой пояс был в 6 дюймов (152 мм) а у «Маджестков» 9 дюймов (229 мм), хотя на «Маджестиках» стояла гарвеевская броня а на «Канопусе» - крупповская, поэтому проигрыш в защищённости был не настолько большим, поскольку крупповская броня при заданном весе была прочнее гарвеевской. Также остальная броня была тоньше чем на «Маджестиках», переборки были защищены бронёй от 6 до 10 дюймов (от 152 до 254 мм). Броня на орудийных башнях главного калибра была в 10 дюймов, барбеты имели броню в 12 дюймов (305 мм). Батарея в казематах были защищена 6-дюймовой крупповской сталью. Броня боевой рубки была в 12 дюймов. «Канопус» имел две бронепалубы толщиной в 1 и 2 дюйма (25 и 51 мм) соответственно.

## Служба

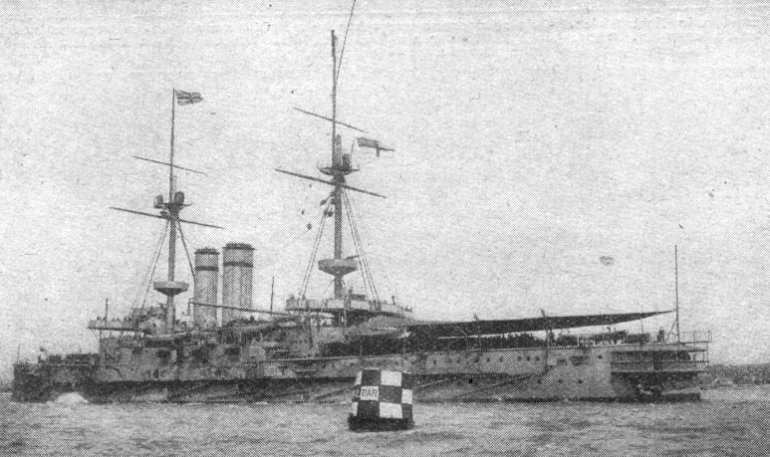
HMS Goliath

Киль «Голиафа» был заложен 4 января 1897 года. Корпус был спущен на воду 23 марта 1898 года. Корабль вступил в строй 27 марта 1900 года, капитаном стал Льюис Эдмунд Уинц. Корабль был предназначен для службы на Китайской станции. С сентября 1901 по апрель 1902 корабль прошёл ремонт в Гонконге. 11 июля 1902 года командование над броненосцем принял капитан Фрэнк Хэннам. В июле 1903 года корабль покинул Китайскую станцию и отправился домой, где 9 октября 1903 года на верфи Чатэм был выведен в резерв. Находясь в резерве «Голиаф» в январе- июне 1904 года прошёл ремонт силами компании Palmers на реке Тайн, в конце года участвовал в манёврах. 9 мая 1905 года «Голиаф» снова вошёл в строй в Чатэме, чтобы сменить систершип «Оушен» на Китайской станции. Когда «Голиаф» находился в пути, Япония и Великобритания подписали союзный договор, что позволило сократить британское военное присутствие на Китайской станции и отозвать броненосцы из этих вод. Когда «Голиаф» в июне 1905 года пришёл в Коломбо на о. Цейлон он получил приказ об отзыве и был придан к Средиземному флоту а в январе 1906 года придан Флоту Канала.
После оснащения системой управления огнем «Голиаф» 15 марта 1907 года был переведен в Портсмутскую дивизию новосозданного Флота метрополии. «Голиаф»  базировался в Портсмуте и прошёл там капитальный ремонт оборудования с августа 1907 по февраль 1908 года. По завершении ремонта «Голиаф» был введен в эксплуатацию. 4 февраля 1908 года в составе Средиземноморского флота. Во время похода на Мальту один из гребных валов сломался, и кораблю потребовался четырёхмесячный ремонт. 20 апреля 1909 года в Портсмуте корабль был снят со службы. 22 апреля «Голиаф» снова приступил к активной службе в составе 4-й дивизии Флота метрополии в Норе. В ходе этой службы корабль в 1910–1911 годах прошёл переоборудование в Чатеме и отправлен в Ширнесс. В 1913 году «Голиаф» был законсервирован и вошёл в состав 3-го флота.
С началом Первой мировой войны в августе 1914 года, «Голиаф» вернулся к полноценной службе и был придан 8-й боевой эскадре Флота Канала, базировавшегося на базе Девонпорт. «Голиаф»  был отправлен на Лох-Ю, где в качестве корабля охранения защищал стоянку Гранд-флита. Затем он 25 августа 1914 года прикрывал высадку Плимутского батальона морской пехоты в Остенде, Бельгия. В ходе этой операции «Голиаф»  и три других линкора («Вендженс», «Принц Георг» и «Цезарь»), бронепалубный  крейсер и шесть эсминцев сопровождали военные транспорты с войсками. В это же время корабли Гранд-флита атаковали немецкую патрульную линию в Гельголандской бухте, для отвлечения Гохзеефлотте.
20 сентября «Голиаф» был переведён на Ост-Индскую станцию для поддержки крейсеров, осуществляющих конвои на Среднем Востоке. В октябре «Голиаф» и линкор «Свифтшюа» сопроводил крупный военный конвой, вышедший из Индии 16 октября маршрутом через Персидский залив в Германскую Восточную Африку. Прибытие «Голиафа» позволило крейсерам, занятым сопровождением конвоев, присоединиться к охоте на германский лёгкий крейсер «Кёнигсберг». Германский крейсер 20 сентября 1914 года потопил британский крейсер «Пегасус» в порту Занзибара. В конце октября три британских крейсера заблокировали у устья Руфиджи «Кёнигсберг», поднявшийся верху по реке. Вскоре после этого прибыл «Голиаф» чтобы присоединиться к блокаде, но пришло известие о разгроме британской эскадры в битве при Коронеле 1 ноября что вынудило Адмиралтейство отправить «Голиаф» в Южную Африку, из-за опасений, что германская Восточноазиатская эскадра может атаковать колонии после прорыва в южную Атлантику. По прибытии в Момбасу (Кения) у «Голиафа»  возникли проблемы с двигателем, что сорвало его поход в Южную Африку, и вместо него был отправлен броненосный крейсер «Минотавр». После ремонта двигателей «Голиаф» вернулся к предыдущей задачи, осуществляя блокаду дельты Руфиджи.
В ноябре «Голиаф» попытался подобраться к «Кёнигсбергу» и уничтожить его, но река была слишком для него мелкой. Поэтому «Голиаф» принял участие в обстрелах Дар-эс-Салама 28 ноября и 30 ноября. В ходе операции коммандер Генри Ричи, старший офицер «Голиафа» удостоился Креста Виктории. «Голиаф» и броненосный крейсер «Фокс» уничтожили резиденцию германского губернатора, второй обстрел был менее эффективен. С декабря 1914 по февраль 1915 года «Голиаф»  прошёл ремонт в Симонстауне, Южная Африка. 25 февраля «Голиаф» вернулся к блокаде дельты Руфиджи, поскольку немцы вели такие действия, как будто собирались пойти на прорыв. В этот период «Голиаф» обстрелял германские позиции у Линди, но так и не вступил в бой с «Кёнигсбергом». 25 марта «Голиаф» получил приказ идти в Средиземное море, чтобы принять участие в Дарданелльской операции, ему на смену пришёл броненосный крейсер «Гиацинт». Неделю спустя, 1 апреля броненосец покинул берега Восточной Африки.         

### Дарданелльская операция
Прибыв в Эгейское море «Голиаф» присоединился к Первой эскадре возглавляемой контр-адмиралом Росслином Уэймисом, состоявшей из семи броненосцев и четырёх крейсеров. В задачу эскадры входила поддержка десанта на мысе Геллес, запланированного на 25 апреля. Утром в день высадки «Голиаф»  занял позицию у пляжа Y, в 3,7-4,6 км от берега для обеспечения артиллерийской поддержки. Бронепалубные крейсера «Сапфир» и «Аметист» подошли ближе, в 5.00 все три корабля открыли огонь, просигналив о начале атаки. Турки не попытались воспрепятствовать высадке, внезапная  атака сил Антанты   увенчалась успехом. Тем не менее, в конце дня турки предприняли контратаку из Критии, над флангом британцев нависла угроза, но обстрел с «Голиафа» и крейсеров сорвал атаку противника. Ночью турки предпринял новую контратаку, на этот раз направленную против центра сил Антанты, атака была отражена. На рассвете «Голиаф» и крейсеры (отряд усилили крейсера «Тэлбот» и «Дублин» обстреляли турок, вынудив их отступить снова.
Утром 26 апреля союзники начали вывозить раненых солдат с берега, сначала на «Голиаф» и крейсера у побережья. Недопонимание с людьми на берегу привело к непреднамеренной масштабной эвакуации В ходе боя «Голиаф» получил небольшие повреждения от обстрела из османских крепостей и береговых батарей. В течение дня порядок на берегу был восстановлен, и силам Антанты удалось оккупировать Седдюльбахир. Союзники высадили подкрепления, что позволило им 27 апреля наступать дальше на Критий. Для поддержки наступления, начавшегося на следующее утро в 10.00, «Голиаф»  и другие броненосцы обстреливали турок, оборонявших город. «Голиаф» приблизился насколько возможно к берегу, чтобы вести огонь с наименьшего расстояния. Несмотря на плотную артиллерийскую поддержку, союзным войскам не удалось выбить с позиций противника, и первая битва за Критию закончилась поражением Антанты. 2 мая «Голиаф» получил новые повреждения от османской артиллерии.
К середине мая командование флота организовало еженощное дежурство двух броненосцев на стоянке у Галиполи, для поддержки войск, окопавшихся на полуострове. В ночь с 12 на 13 мая «Голиаф» находился на стоянке в паре с броненосцем «Корнуоллис». Оба броненосца стояли на якорях в заливе Морто, «Голиаф» впереди «Корнуоллиса». Пять миноносцев патрулировали район, в поисках османских торпедных катеров. Поздно вечером 12 мая османский эсминец «Муавенет-и-Милийе» вышел в море под покровом безлунной ночи. В 01.00 13 мая эсминцу, идущему с небольшой скоростью, удалось проскользнуть мимо британских патрулей. Спустя 15 минут наблюдатели с «Голиафа» заметили турецкий эсминец и запросили его позывные, турки ответили на вызов, очень быстро увеличили скорость и выпустили три торпеды в «Голиаф». Британцы открыли огонь, но успели выстрелить только три раза, прежде чем в цель попала первая турецкая торпеда. Две торпеды угодили в цель почти одновременно, первая на траверзе передней орудийной башни, а вторая на траверзе передней трубы, вызвав сильный взрыв. «Голиаф» сразу же завалился на борт, в это момент в него угодила третья торпеда, попав в башню. «Муавенет-и-Милийе» скрылся в темноте, ему удалось уйти без повреждений, в то время как британские корабли подходили, чтобы снять выживших с «Голиафа». 570 из 750 членов экипажа погибли, включая командира корабля капитана Томаса Шелфорда.
Корпус корабля лежит на глубине в 63 м и в значительной степени занесён песком. Видна только часть корпуса, сильно повреждённая взрывом, и один из винтов.